# Ilja Galperin
Alex Kurzem, született Ilja Galperin (orosz betűkkel: Илья Гальперин; született 1933 és 1936 között − Melbourne, 2022. január 31.) fehéroroszországi zsidó származású ausztrál tévészerelő, aki a második világháború alatt gyermekként (mint az egyik parancsnok nevelt fia) több évet töltött el lett fegyveres alakulatok katonái között. Az 1940-es évek végén Ausztráliába költözött. A háború alatt átélt megrázó élményeiből idősebb fia, Mark Kurzem 2002-ben The Mascot címmel dokumentumfilmet készített, majd ugyanezzel a címmel 2007-ben a történet könyv formájában is megjelent.

## Élete
A Szovjetunióhoz tartozó Fehéroroszországban, szegény zsidó családban született 1935-ben vagy 1936-ban. Apja feltehetően Szolomon Galperin, anyja Hana Gildenberg. A Szovjetunió elleni német támadást követően lakóhelyüket, Dzerzsinszket (1932-ig: Kojdanov, ma: Dzjarzsinszk) 1941. június 26-án foglalta el a német hadsereg. Az október 20-ról 21-re virradó éjszakán a településről 1600 zsidót hurcoltak el és gyilkoltak meg a német alakulatok, köztük Kurzem anyját, öccsét és nővérét.
Kurzem megmenekült és hónapokig bolyongott. Egy lett rendőri alakulat talált rá. A parancsnok, Jekabs Kulis megsajnálta és maga mellé vette. Zsidó származásáról csak Kulis tudott, aki új személyazonosságot adott neki. Új neve Uldis Kurzemnieks (jelentése: kurzemei) lett. A fiút a Waffen-SS lett légiójához csatlakozott alakulat kabalaként magánál tartotta. 1943 végéig kísérte végig a lett SS-alakulatokat, ennek során tanúja volt számos gyilkosságnak.
1943-ban egy rigai család befogadta. A család 1944-ben, a szovjet csapatok közeledésekor Németországba menekült. Öt év németországi tartózkodás után a család 1949-ben Ausztráliába emigrált, ahol a nevét Alex Kurzemre változtatta.
A sokkoló élmények hatására a gyermekkori évek emlékei nagyrészt elvesztek. Zsidó származásáról és háborús emlékeiről több évtizedig családjának sem beszélt. A hallgatást csak 1997-ben törte meg, amikor rákot diagnosztizáltak nála.
Az elmeséltek alapján idősebbik fiának, Marknak sikerült kiderítenie származását és eredeti nevét. Ezek alapján Mark Kurzem 2002-ben dokumentumfilmet készített apja történetéről The Mascot címmel. Később, 2007-ben ugyanezzel a címmel a történet könyv alakjában is megjelent, bár a könyv és a dokumentumfilm állításai között több ellentmondás is található.